# Georg Rompel
Georg Rompel (* 5. September 1897 in Lindenholzhausen (bei Limburg an der Lahn); † 26. April 1982 in Wiesbaden) war päpstlicher Hausprälat und Ehrendomherr des Bistums Limburg.

## Leben
Rompel wurde als ältester Sohn des gleichnamigen Bürgermeisters von Lindenholzhausen geboren. Nach dem „Notabitur“ war er ab August 1916 Soldat im Ersten Weltkrieg, ab 1919 studierte er Theologie und Philosophie in Fulda. 1923 erfolgte die Priesterweihe und, da der damalige Limburger Bischof keine eigene Verwendung hatte, zunächst die Tätigkeit als Kaplan in Dahlhausen/Ruhr. Dann war er kurzzeitig Kaplan in Lorch, ab 1925 arbeitete er als Kaplan in der Pfarrei St. Bernhard in Frankfurt am Main. Der Limburger Bischof Antonius Hilfrich – sein Großonkel – setzte ihn 1935 als Pfarrer in Bremthal ein und 1941 in Höhr-Grenzhausen. 1953 wurde Rompel Geistlicher Rat. Seit dem 1. Januar 1954 war er Stadtpfarrer der Pfarrei St. Bonifatius in Wiesbaden. 1960 wurde er mit dem Ehrentitel „Päpstlicher Hausprälat“ ausgezeichnet, 1966 wurde er zum Ehrendomherr des Bistums Limburg ernannt. 1968 trat er in den Ruhestand. Er starb am 26. April 1982 in Wiesbaden.

## Tätigkeiten als Kaplan
In seiner zehnjährigen Zeit als Kaplan in Frankfurt förderte er intensiv die katholische Jugendarbeit als bewussten Gegenpol zur stärker werdenden Hitlerjugend. Die Werte der Jugendbewegung – wie Treue, Tapferkeit, Wahrhaftigkeit – suchte er dabei zu leben und zu vermitteln. Als Bezirkspräses des katholischen Jungmännerverbandes Frankfurt sorgte er in den 1930er Jahren für den Zusammenschluss katholischer Jugendarbeit in der überpfarrlichen Einrichtung „Katholische Jugend Frankfurts“. In dieser Zeit pflegte er eine enge Verbindung zu Prälat Ludwig Wolker (1887–1955), einer führenden Gestalt der katholischen Jugendbewegung.
Als Religionslehrer an der Musterschule im protestantisch geprägten Frankfurt hatte sein Wort im Kollegium Gewicht. War Rompel 1933 noch der Hoffnung (auch aufgrund des Reichskonkordates und auch einer Vorstellung der gottgewollten Staatsordnung nach paulinischem Denken), dass der neue totalitäre Staat sich christlich prägen lassen könnte, sah er sich mit zunehmender Dauer darin getäuscht.

## Tätigkeiten als Pfarrer

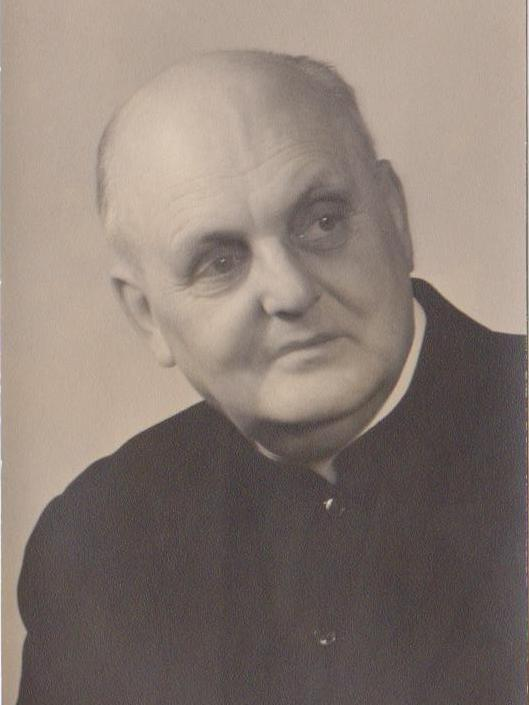
Prälat Georg Rompel als Stadtpfarrer von Wiesbaden

An seiner ersten Pfarrstelle in Bremthal baute Rompel eine gut funktionierende Jugendarbeit auf mit Messdienergruppen und dem Jungmännerverband. Nach 1937 (im Zusammenhang mit der Veröffentlichung der päpstlichen Enzyklika Mit brennender Sorge) durfte Rompel keinen Religionsunterricht mehr abhalten, die kirchliche Jugendarbeit wurde in die Illegalität gedrängt. Rompel wurde auf offener Straße angepöbelt. 1941 wurde er Pfarrer in Höhr-Grenzhausen, wo er in kürzester Zeit mit NSDAP und NSV in Konflikt geriet. Wegen Glockengeläuts während einer Führerrede folgten 1941 Verhör, Verwarnung, Androhung von KZ-Haft und Verurteilung zur Zahlung von 3000 RM Sicherungsgeld durch die Gestapo. Mit seiner offenen und mutigen Opposition blieb Rompel dort weitgehend allein. Nach 1945 in den Jahren des – auch geistigen – Wiederaufbaus wurde Rompel 1954 nach Wiesbaden versetzt. In der Landeshauptstadt stieß Rompel auf verschiedenen Ebenen wichtige Entwicklungen an. Im Mai 1961 sprach Rompel, u. a. neben dem Psychiater Albert Görres auf der dritten Limburger Diözesansynode zum Thema „Probleme in der Berufswelt“. Rompel trug mit innerer Überzeugung die Anliegen des II. Vatikanischen Konzils mit. Nicht nur in Predigten trat Rompel gegen eine „Kirche als Museum“ an. Kirche war für ihn eine „Kirche im Advent“, in der Erwartung, des Werdens. Die Liturgiereform  wurde von ihm schon 1964 umgesetzt. 1966 wurde das „Roncallihaus“ als zentrales Gebäude der Wiesbadener Kirche gegründet. Im Neubau des St.-Josefs-Hospitals führte er als Stadtdekan ein völlig neues aus den USA kommendes Pflegekonzept erstmals in Deutschland mit ein. Im seinerzeitigen Limburger Bischof Wilhelm Kempf, Untersekretär des II. Vatikanischen Konzils und gebürtiger Wiesbadener, hatte Rompel einen wichtigen Partner. Nach seinem Ruhestand widmete er sich der Krankenseelsorge in dem von ihm maßgeblich betriebenen Neubau des St.-Josefs-Hospitals, wo er auch mit seiner Schwester Elisabeth lebte und 1982 starb.